# 泉区 (横浜市)
泉区（いずみく）は、横浜市を構成する18行政区のうちの一つである。

## 地理
総面積23.58平方キロメートルは、市内18区中第9位、市総面積のうち5.42%。農地は市内最大面積。
横浜市の南西部に位置し、相模野台地と呼ばれる関東ローム層に覆われた比較的平坦な台地の一部で、区の西側を境川と和泉川が南北に流れ、北側を阿久和川、東側を宇田川（村岡川）が流れている。台地の辺縁には湧水が分布する。河川流域に農業地帯が開け、製糸業が行われていた。区内は歴史的な経緯より中川地区と中和田地区から成る。
西側は境川を市境として藤沢市・大和市と接し、北側は瀬谷区・旭区、東側と南側は戸塚区と接する。相鉄いずみ野線と横浜市営地下鉄の2本の鉄道路線、および神奈川県道22号横浜伊勢原線（通称長後街道 旧 大山道）が区を横断している。かつて戸塚区に属し、日立製作所戸塚工場・横浜工場、ブリヂストンの従業員らのベッドタウンでもあり、戸塚とのつながりが深い。
1965年以降に市営上飯田団地、県営いちょう団地などの大規模な公営団地の建設が相次いで行われ、1976年に相鉄いずみ野線が開通して、沿線を中心に、急速に宅地開発が進んだ。持ち家比率と、一戸建て率が市内一位である。
区内の数カ所で渓流の蛍をみることができる。飯田団地、いちょう団地には中国残留孤児の帰国家族やインドシナの難民家族などが住み、多文化共生の試みが進められている。2014年に飯田北小学校と統合する前の旧・いちょう小学校は在校生の約半数が外国籍であった。

## 歴史

### 原始・古代
境川、阿久和川、和泉川、宇田川に沿った丘陵上に縄文時代の遺跡が分布する。弥生台は開発時に弥生時代の土器が出土したことによる。古墳（高塚古墳）は今のところ区内では上飯田天神山古墳が知られる。横穴墓は上飯田町柳明横穴墓などが挙げられる。
律令制下の動向は明らかでない。相模国鎌倉郡であった（下飯田町本郷が高座郡涓堤郷であったとする説もあるが不明）。高座郡との境界は境川である。ゆえに広義での鎌倉であった。新橋町、岡津町が鎌倉郡大島郷に比定されている（諸説あり）。
平安時代半ばの人物で鎌倉党の祖鎌倉景正を祀る「御霊社」「五霊社」が区内に存在する。同様に「サバ神社」（左馬、鯖などの字を充てる。また名前は変わったが飯田神社もその一つ）がいくつかある。これは一時期鎌倉（現在の寿福寺の地）に住んでいた左馬頭源義朝（または源満仲）を祭神とする。義朝は大庭御厨に乱入して殺傷事件を起こしており、鎌倉党とは微妙な関係にあった。

### 中世
同じ郡内に鎌倉幕府や鎌倉府がおかれ、政治の中心地となる。首都鎌倉に向かうための鎌倉街道上ノ道が通っていた。また、新田義貞による鎌倉攻めはたつ道（横浜市道環状4号）であったという。
飯田は渋谷氏の一族ともいわれる飯田氏の苗字の地。飯田家義は石橋山の戦いで敗れた源頼朝を救ったことで知られる。その館跡は現在「富士塚城址」という碑が建つ公園近辺という。飯田氏は当地の御家人として『吾妻鏡』などに名を遺している。
岡津町のマンション「ルネ戸塚弥生台」付近は「玄蕃山」とよばれ、鎌倉幕府御家人と伝える「島田三郎」（史料にはみえず。甲斐氏か）ゆかりの「島田の塚」があった。その岡津には、横浜市立岡津小学校一帯に城が築かれ、少弐氏や甲斐氏が支配したといわれる。なお現在の岡津町200番地付近は近世、処刑場であった。
和泉町の長福寺・須賀神社は、北条氏によって滅ぼされた泉親衡（泉小次郎）ゆかりの寺社という。ただし親衡は信濃の御家人であり、泉姓から付会した伝承の可能性もあるが、上述の寺社や同地の泉中央公園一帯は「泉小次郎伝承地」として横浜市地域史跡に登録されており、公園内には親衡の居館と伝わる土塁などの城郭遺構（伝泉小次郎親衡館）が残る。泉中央公園の湧き水が「泉」の地名の発祥といわれている。
上飯田町の本興寺は、寺伝では日蓮ゆかりの地であるという。のちに鎌倉にあった不受不施派寺院が慶長の法難にともなって移転してきた（現在、再興された同名寺院が鎌倉市大町2丁目にあり）。日什門流で戦前まで顕本法華宗本山、現日蓮宗由緒寺院。
後北条氏の時代には、『小田原衆所領役帳』によると、区内には上飯田に平山氏、下飯田に川上氏、和泉に笠原氏、岡津に太田氏がいた。岡津には現在の横浜市立岡津小学校周辺に岡津城がおかれた。のちの中田村は岡津村の枝村と考えられる。

### 近世
江戸幕府ができると、岡津城に岡津陣屋がおかれ、代官に彦坂元正が任ぜられた。戸塚宿に近いために、その助郷を担わされた。中田村には、後北条氏の評定衆で小田原征伐に際して豊臣秀吉や徳川家康との折衝に当たった石巻康敬が謹慎させられ、戦後そのまま旗本として認められた。家康の関東入府のおり、家康を戸塚区柏尾町で迎えた。その橋は康敬の通称にちなみ「五太夫橋」とよばれて遺っている。また中田寺の開基でもあり、付近に子孫康福が宝暦12年（1762年）建てた墓碑がある（横浜市地域史跡）。この石巻家のほか、和泉村は松平家、上飯田村は佐野家、下飯田村は筧家、新橋村は安藤家の知行地となった。
柏尾町を発し、庶民信仰の山である大山に至る大山道が区内を横断していた。領家谷・西田谷には大山道や谷戸の田畑が遺り、中近世の景観を伝えていたが、大規模ニュータウンの開発により消滅した。大山道は今も断片的に遺されている。旧大山道（長後街道）と旧岡津道が交差する踊場は、猫が踊ったという伝説の場所であるが、歌垣あるいは中世の合戦の死者の墓所ともいわれている。坂東三十三箇所観音巡礼の道として、弘明寺と星谷寺（座間市）を結ぶ「ほしのや道」が、和泉町の北部を通っていた。

### 近代
1889年4月1日 町村制施行により、神奈川県鎌倉郡中川村（阿久和村・上矢部村・秋葉村・名瀬村・岡津村）・中和田村（中田村・上飯田村・下飯田村の全域に高座郡今田村及び上和田村の各飛び地）が誕生。
1939年4月1日 鎌倉郡中川村・中和田村は、鎌倉郡戸塚町・川上村・大正村・本郷村・豊田村・長尾村・瀬谷村とともに横浜市に編入され、戸塚区が誕生した。この戸塚区の区域は横浜市の他の部分（※）と異なり、武蔵国ではなく相模国に属する。
※港南区・南区の永野地区（上永谷町・上永谷一〜六丁目・下永谷町・下永谷一〜四丁目・東永谷一〜三丁目・日限山一〜四丁目・芹が谷一〜五丁目・野庭町の全域及び日野南五〜七丁目の各一部、南区六ツ川四丁目）は1937年10月1日までは鎌倉郡永野村であったため相模国である。また現在の金沢区朝比奈町も1897年までは鎌倉郡東鎌倉村に属していたため相模国である。
明治時代以降、和泉の清水、横山の各製糸工場、上飯田の持田、宮嵜の各製糸工場、岡津の萩原製糸工場を中心に養蚕業がさかんになった。
第二次世界大戦時中は旧軍関係の施設として、和泉町の横根（現：変電所）に航空灯台、戸塚区深谷町を含む和泉町に海軍通信隊、市立中田小学校一帯に海軍桑原工兵部隊、和泉町中和田小学校近所に神奈川第2抑留所（外人隔離施設）が、それぞれ設置された。終戦直後、長後街道は、ダグラス・マッカーサーが厚木飛行場から横浜のホテルニューグランドへ向かう際に利用した道で、中田町中西は、そのための休息所が置かれた。また、かつての人気玩具「ダッコちゃん」の製造工場が上飯田にあった。

### 現代
1969年戸塚区から分かれて瀬谷区が成立し、旧中川村のうち阿久和町（旧大字阿久和の北部）が同区に編入される。1986年11月3日、栄区と同時に中和田支所（吏員派出所）管轄の地域が戸塚区から分区し、泉区が誕生した。
1976年4月8日、相鉄いずみ野線がいずみ野駅まで開通。1990年4月4日、いずみ中央駅まで延伸。既に設置されていた区役所の最寄駅となる。1999年3月10日、湘南台駅（藤沢市）まで延伸。最終的にはJR平塚駅まで延伸できる免許を運輸省（現国土交通省）より受けているが、具体的な工事の予定はない（すぐに延伸できる構造にはなっている）。1999年8月29日、横浜市営地下鉄が湘南台駅まで全面開通。
緑園都市駅にほど近い住宅街（緑園1丁目から7丁目）近隣に神明台処分地という横浜市の最終処分場があった。
1973年10月から第一次埋め立てが開始され、以後2011年3月末までの第7次埋め立てを以って終了した。約40年に渡る埋め立て期間は全国最長である。埋め立てが始まった1973年当時、いずみ野線は開通しておらず住宅も殆ど無い状況で、一部の地主が所有する広大な里山と農地しかなかった。所謂、陸の孤島で土地の利用価値は非常に低く、最終処分場として好都合の場所であった。
横浜市内全エリアから排出された可燃ごみの大多数がこの神明台処分地に埋め立てられた。さらに、第一次から第六次埋め立てまではほとんど焼却せず、そのまま埋め立てがされている。全量焼却し焼却灰による埋め立てが開始されたのは、1996年の第七次埋め立て以降となっている。
もともと第六次埋め立てで閉鎖される予定であったが、代替地の確保困難などにより全量焼却を条件に第七次埋め立てが始まった。他の埋め立て地と同様に、臭い、大気汚染、メタンガスなどの公害問題も発生した。住宅街が形成されて以降、ダイオキシン飛散問題や横浜市のゴミの大多数を受け入れるという心理的な不均衡問題などもあった。また、ゴミがそのまま埋められているエリアがほぼ全てなため、地下水や排出される汚染水問題については長年の課題となっている。汚染水処理施設が設置されたのは第七次埋め立てが始まった1996年である。
神明台処分地は、閉鎖された以降も最終処分場の「廃止の技術上の基準」を満たすまで、横浜市による管理が続く。基準を満たした跡地の一部（第二次埋め立てエリア：1976年3月～1980年6月）は神明台スポーツ施設として地域住民を中心に暫定開放されているが、敷地の大部分は技術上の基準を満たしていないため、跡地利用が進められないのが現状である。

### 区名の由来
泉区は典型的な瑞祥地名である。
| 順位 | 区名       |
| ---- | ---------- |
| 1位  | 和泉区     |
| 2位  | 泉区       |
| 3位  | いずみ区   |
| 4位  | 弥生区     |
| 5位  | いずみ野区 |
| 6位  | 富士見区   |
| 7位  | 中和田区   |
| 8位  | 西戸塚区   |
| 9位  | 北戸塚区   |
| 10位 | 光区       |

区名は公募の結果に基づき、候補となった「和泉区」「泉区」「いずみ区」などの中から、泉が湧き出るように若い力を生み出し、未来に向けて発展する区であることを祈願し、清らかでさわやかなイメージがあり、簡潔で語調もよい「泉区」に決定した。本来であれば区の大部分を占める旧中和田村に因んだ新区名が相応しかったが、一部に旧中川村（岡津町・新橋町・名瀬町・池の谷・緑園・領家・白百合・西が岡・桂坂・弥生台の各町）を含むため、事前に選考からは外されていた。なお「泉区」は瑞祥地名に分類できるが、実際には、区中心部の和泉町がバックボーンにある。

## 人口
- 1990年　126,866
- 1995年　139,459
- 2000年　147,370
- 2005年　152,349
- 2010年　155,698
- 2015年　154,025
- 2020年　152,452

2018年時点での横浜市の推計によると、泉区の人口は2040年に12万8千人、2065年には9万9千人。またこの時、人口に占める65歳以上の割合はそれぞれ39・６％、37・９％と推計している。

## 町名
泉区内では、一部の区域で住居表示に関する法律に基づく住居表示が実施されている。
| 町名             | 町名の読み             | 設置年月日     | 住居表示実施年月日 | 住居表示実施直前の町名 | 備考                 |
| ---------------- | ---------------------- | -------------- | ------------------ | ---------------------- | -------------------- |
| 岡津町           | おかつちょう           | 1939年4月1日   | 未実施             |                        |                      |
| 新橋町           | しんばしちょう         | 1939年4月1日   | 未実施             |                        |                      |
| 弥生台           | やよいだい             | 1980年1月26日  | 未実施             |                        | 町名地番整理実施区域 |
| 中田町           | なかたちょう           | 1939年4月1日   | 未実施             |                        |                      |
| 和泉町           | いずみちょう           | 1939年4月1日   | 未実施             |                        |                      |
| 下飯田町         | しもいいだちょう       | 1939年4月1日   | 未実施             |                        |                      |
| 上飯田町         | かみいいだちょう       | 1939年4月1日   | 未実施             |                        |                      |
| 池の谷           | いけのや               | 1986年4月6日   | 未実施             |                        |                      |
| 緑園一丁目       | りょくえん             | 1986年4月6日   | 未実施             |                        |                      |
| 緑園二丁目       | りょくえん             | 1986年4月6日   | 未実施             |                        |                      |
| 緑園三丁目       | りょくえん             | 1986年4月6日   | 未実施             |                        |                      |
| 緑園四丁目       | りょくえん             | 1986年4月6日   | 未実施             |                        |                      |
| 緑園五丁目       | りょくえん             | 1986年4月6日   | 未実施             |                        |                      |
| 緑園六丁目       | りょくえん             | 1986年4月6日   | 未実施             |                        |                      |
| 緑園七丁目       | りょくえん             | 1986年4月6日   | 未実施             |                        | 町名地番整理実施区域 |
| 白百合一丁目     | しらゆり               | 1986年11月3日  | 1986年11月3日      | 岡津町の一部           |                      |
| 白百合二丁目     | しらゆり               | 1986年11月3日  | 1986年11月3日      | 岡津町の一部           |                      |
| 白百合三丁目     | しらゆり               | 1986年11月3日  | 1986年11月3日      | 岡津町の一部           |                      |
| 西が岡一丁目     | にしがおか             | 1988年1月10日  | 未実施             |                        | 町名地番整理実施区域 |
| 西が岡二丁目     | にしがおか             | 1988年1月10日  | 未実施             |                        | 町名地番整理実施区域 |
| 西が岡三丁目     | にしがおか             | 1988年1月10日  | 未実施             |                        | 町名地番整理実施区域 |
| 領家一丁目       | りょうけ               | 1988年1月10日  | 未実施             |                        | 町名地番整理実施区域 |
| 領家二丁目       | りょうけ               | 1988年1月10日  | 未実施             |                        | 町名地番整理実施区域 |
| 領家三丁目       | りょうけ               | 1988年1月10日  | 未実施             |                        | 町名地番整理実施区域 |
| 領家四丁目       | りょうけ               | 1988年1月10日  | 未実施             |                        | 町名地番整理実施区域 |
| 桂坂             | かつらざか             | 1995年6月6日   | 未実施             |                        | 町名地番整理実施区域 |
| 中田東一丁目     | なかたひがし           | 1995年11月20日 | 1995年11月20日     | 中田町、岡津町の各一部 |                      |
| 中田東二丁目     | なかたひがし           | 1995年11月20日 | 1995年11月20日     | 中田町、岡津町の各一部 |                      |
| 中田東三丁目     | なかたひがし           | 1995年11月20日 | 1995年11月20日     | 中田町、岡津町の各一部 |                      |
| 中田東四丁目     | なかたひがし           | 1995年11月20日 | 1995年11月20日     | 中田町、岡津町の各一部 |                      |
| 中田北一丁目     | なかたきた             | 1996年10月21日 | 1996年10月21日     | 中田町、岡津町の各一部 |                      |
| 中田北二丁目     | なかたきた             | 1996年10月21日 | 1996年10月21日     | 中田町、岡津町の各一部 |                      |
| 中田北三丁目     | なかたきた             | 1996年10月21日 | 1996年10月21日     | 中田町、岡津町の各一部 |                      |
| 中田西一丁目     | なかたにし             | 1996年10月21日 | 1996年10月21日     | 中田町、和泉町の各一部 |                      |
| 中田西二丁目     | なかたにし             | 1996年10月21日 | 1996年10月21日     | 中田町、和泉町の各一部 |                      |
| 中田西三丁目     | なかたにし             | 1996年10月21日 | 1996年10月21日     | 中田町、和泉町の各一部 |                      |
| 中田西四丁目     | なかたにし             | 1996年10月21日 | 1996年10月21日     | 中田町、和泉町の各一部 |                      |
| 中田南一丁目     | なかたみなみ           | 1997年10月27日 | 1997年10月27日     | 中田町の一部           |                      |
| 中田南二丁目     | なかたみなみ           | 1997年10月27日 | 1997年10月27日     | 中田町の一部           |                      |
| 中田南三丁目     | なかたみなみ           | 1997年10月27日 | 1997年10月27日     | 中田町の一部           |                      |
| 中田南四丁目     | なかたみなみ           | 1997年10月27日 | 1997年10月27日     | 中田町の一部           |                      |
| 中田南五丁目     | なかたみなみ           | 1997年10月27日 | 1997年10月27日     | 中田町の一部           |                      |
| 下和泉一丁目     | しもいずみ             | 2012年10月22日 | 2012年10月22日     | 和泉町の一部           |                      |
| 下和泉二丁目     | しもいずみ             | 2012年10月22日 | 2012年10月22日     | 和泉町の一部           |                      |
| 下和泉三丁目     | しもいずみ             | 2012年10月22日 | 2012年10月22日     | 和泉町の一部           |                      |
| 下和泉四丁目     | しもいずみ             | 2012年10月22日 | 2012年10月22日     | 和泉町の一部           |                      |
| 下和泉五丁目     | しもいずみ             | 2012年10月22日 | 2012年10月22日     | 和泉町の一部           |                      |
| 和泉が丘一丁目   | いずみがおか           | 2013年10月21日 | 2013年10月21日     | 和泉町の一部           |                      |
| 和泉が丘二丁目   | いずみがおか           | 2013年10月21日 | 2013年10月21日     | 和泉町の一部           |                      |
| 和泉が丘三丁目   | いずみがおか           | 2013年10月21日 | 2013年10月21日     | 和泉町の一部           |                      |
| 和泉中央南一丁目 | いずみちゅうおうみなみ | 2014年10月20日 | 2014年10月20日     | 和泉町の一部           |                      |
| 和泉中央南二丁目 | いずみちゅうおうみなみ | 2014年10月20日 | 2014年10月20日     | 和泉町の一部           |                      |
| 和泉中央南三丁目 | いずみちゅうおうみなみ | 2014年10月20日 | 2014年10月20日     | 和泉町の一部           |                      |
| 和泉中央南四丁目 | いずみちゅうおうみなみ | 2015年9月7日   | 2015年9月7日       | 和泉町の一部           |                      |
| 和泉中央南五丁目 | いずみちゅうおうみなみ | 2015年9月7日   | 2015年9月7日       | 和泉町の一部           |                      |
| 和泉中央北一丁目 | いずみちゅうおうきた   | 2016年10月17日 | 2016年10月17日     | 和泉町の一部           |                      |
| 和泉中央北二丁目 | いずみちゅうおうきた   | 2016年10月17日 | 2016年10月17日     | 和泉町の一部           |                      |
| 和泉中央北三丁目 | いずみちゅうおうきた   | 2016年10月17日 | 2016年10月17日     | 和泉町の一部           |                      |
| ゆめが丘         | ゆめがおか             | 2024年9月2日   | 未実施             |                        | 町名地番整理実施区域 |

## 生活

### 住宅団地
- 市営上飯田団地
- 県営いちょう上飯田団地（上飯田町2670外）
- アズフローラいずみ野（和泉町5627番地3  県営借上公共賃貸住宅）

### 健康
- 平均年齢 47.5歳（2019年９月現在）[9]

### 病院
- 社会福祉法人親善福祉協会 国際親善総合病院
- 戸塚共立リハビリテーション病院
- 特定医療法人鵬友会 ゆめが丘総合病院
- 横浜いずみ台病院

## 行政
区長
山口賢　（2023年4月1日 - ）
深川敦子（2020年4月1日 - 2023年3月31日)
額田樹子（2017年4月1日 - 2020年3月31日）
下村直　（2013年4月1日 - 2017年3月31日）
高橋和也（2011年5月1日 - 2013年3月31日）
藤田譲治（2008年4月1日 - 2011年4月30日）
早川和彦（2006年4月1日 - 2008年3月31日）
池田輝政（2003年4月1日 - 2006年3月31日）

## 教育

### 大学
- フェリス女学院大学（緑園キャンパス）

### 高等学校
公立
- 神奈川県立横浜修悠館高等学校
- 神奈川県立横浜緑園高等学校
- 神奈川県立松陽高等学校

（かつて当区は横浜西部学区に属したが、旧中田町だけ横浜中部学区に含まれていた）
私立
- 秀英高等学校（通信制）

### 義務教育学校
- 横浜市立緑園義務教育学校

### 中学校
- 横浜市立岡津中学校
- 横浜市立中和田中学校
- 横浜市立泉が丘中学校
- 横浜市立中田中学校
- 横浜市立上飯田中学校
- 横浜市立いずみ野中学校
- 横浜市立領家中学校

### 小学校
- 横浜市立いずみ野小学校
- 横浜市立飯田北いちょう小学校
- 横浜市立新橋小学校
- 横浜市立中田小学校
- 横浜市立中和田南小学校
- 横浜市立和泉小学校
- 横浜市立葛野小学校
- 横浜市立伊勢山小学校
- 横浜市立緑園西小学校（2022年廃校）
- 横浜市立緑園東小学校（2022年廃校）
- 横浜市立岡津小学校
- 横浜市立西が岡小学校
- 横浜市立中和田小学校
- 横浜市立上飯田小学校
- 横浜市立下和泉小学校
- 横浜市立東中田小学校
- 横浜市立瀬谷さくら小学校（瀬谷区）[注釈 1]

## 交通

### 鉄道
相模鉄道（相鉄）
 相鉄いずみ野線
- - ゆめが丘駅 - いずみ中央駅 - いずみ野駅 - 弥生台駅 - 緑園都市駅 -

横浜市営地下鉄
 ブルーライン
- - 下飯田駅 - 立場駅 - 中田駅 - 踊場駅 -

- ゆめが丘駅と下飯田駅は、200メートルほど離れて近接している。

### 路線バス
- 神奈川中央交通
  - 戸塚営業所（上飯田車庫）
- 相鉄バス
- 天台観光（いずみ中央駅〜下飯田駅前〜下和泉住宅）[10]

なお横浜市営バスは区内の路線がない。

### 道路
県道
- 神奈川県道22号横浜伊勢原線（長後街道）
- 神奈川県道401号瀬谷柏尾線
- 神奈川県道402号阿久和鎌倉線

通称かまくらみち。
市道
- 横浜市道環状4号

## 名所・旧跡・観光スポット・祭事・催事

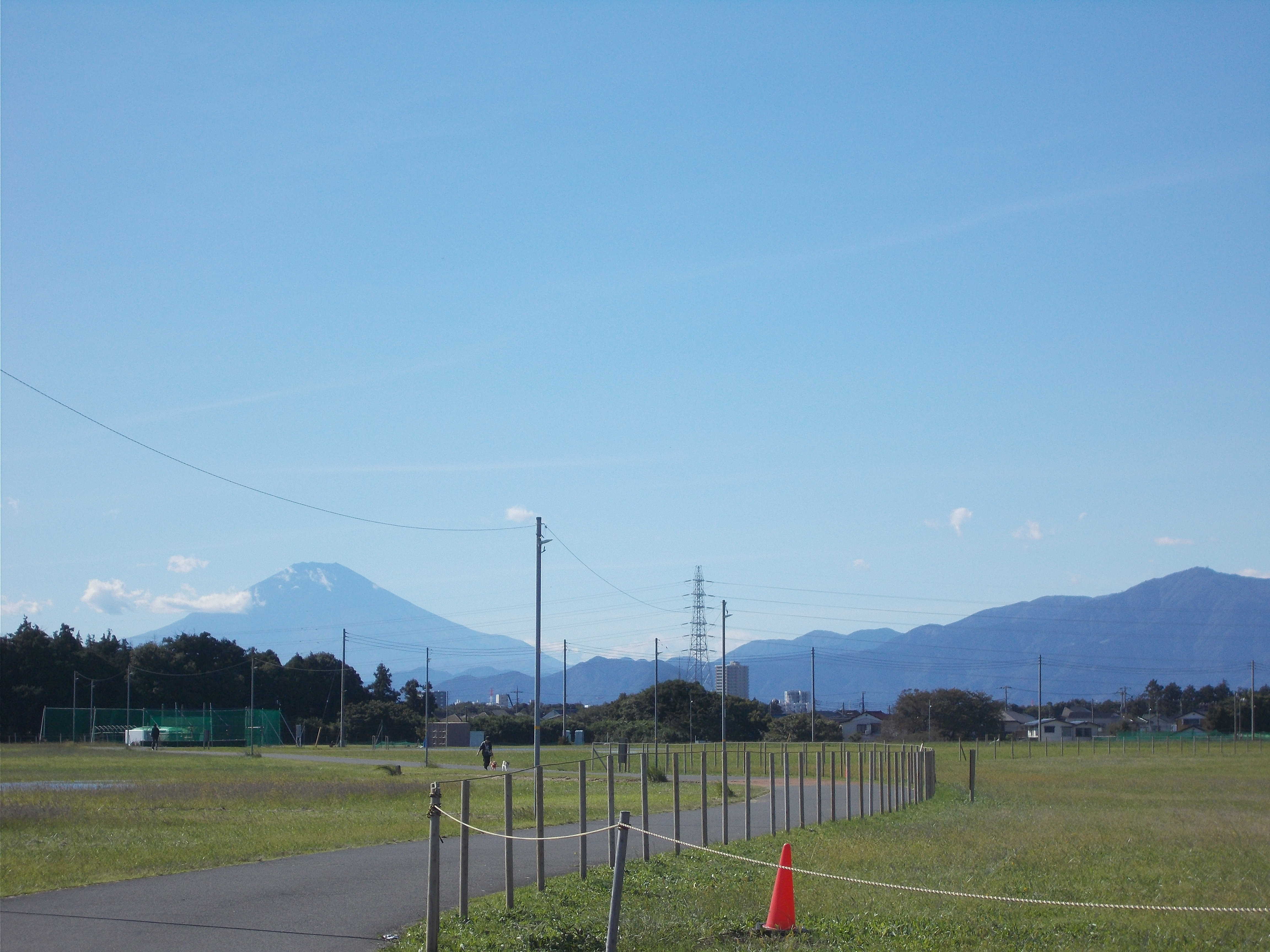
旧深谷通信所跡地

### 公園・自然環境・景観
- 天王森泉公園・天王森泉館（旧清水製糸場本館）
- 泉中央公園
- 和泉川畔（地蔵原の水辺、和泉川親水広場）
- 四ッ谷湧水
- 中田ふれあいの樹林
- 泉の森ふれあい樹林
- 酒湧池（和泉町の語源）
- 和泉遊水池
- 阿久和川まほろばの川
- 横根稲荷神社付近（「関東の富士見百景」No.72）
- 神明台スポーツ施設（旧神明台処分地の跡地利用の一つ）

### 寺社
- 御霊神社・山神祠
- 本興寺
- 西林寺（垂れ桜の名所。前住大橋俊雄は時宗・浄土宗研究者）
- 密蔵院
- 観音寺（阿久和安藤家の菩提寺。秘仏の観音菩薩立像は33年ごとにご開帳される。次回は2047年）
- 普光寺（室町時代から続く。本尊の観音菩薩立像は2009年に開眼550周年を迎えた）
- 長福寺

### 施設
- 深谷通信所跡
- 相鉄文化会館・相鉄ギャラリー
- 横浜市泉区民文化センター「テアトルフォンテ」
- 羽太郷土資料館
- 小島資料館
- 横浜市立飯田北小学校郷土資料室

### 史跡
- 富士塚城址公園（伝・飯田家義館）
- 泉小次郎伝承地（横浜市登録地域文化財）
- 玄蕃新墾（げんばあらく、伝・石巻氏陣屋跡。鯉ヶ久保ふれあい樹林周辺は濠跡という）
- 石巻康敬墓（横浜市登録地域文化財）
- 寒念仏供養塔（踊場の語源）
- 海軍桑原部隊本部兵舎跡（現横浜市立中田小学校。カマボコ型コンクリート製倉庫が近年まで白百合公園裏にあった）
- 中丸家長屋門（横浜市認定歴史的建造物）
- 踊場伝説（猫が踊っていたという伝承があるが、実際は長後街道（旧大山道）沿いで、戸塚宿で売れなくなった遊女たちが客引きを行っていた場所という説もある）

## 出身有名人
- 嵐ヨシユキ（横浜銀蝿、プロデューサー、歌手）
- 長瀬智也（元TOKIO） 育ちは神奈川県横浜市青葉区
- 杏さゆり（タレント）
- 黒石高大（元格闘家・タレント）
- 板野友美（元AKB48、歌手・タレント）
- 板野成美（タレント）
- 臼井幸平（サッカー選手）
- 北島康平（俳優・大和市議会議員）
- 黒沢幸司（アナウンサー）
- 久留須ゆみ（タレント）
- 小阪由佳（グラビアアイドル）
- 三島聖一朗（地涌の菩薩）
- 金剛地武志（俳優、ミュージシャン：yes,mama ok?）
- 佐伯伽耶（歌手・女優）
- 関戸めぐみ（アナウンサー・女優）
- 代田建紀（元プロ野球選手）
- 翔 (横浜銀蝿、歌手・ミュージシャン）
- 高橋智（元プロ野球選手）
- 髙田延彦（元プロレスラー・格闘家）
- 塙雄喜 （ミュージシャン）
- 坪松裕樹（ミュージシャン）
- 中田川文蔵（7代目井筒親方）
- 西嶋一記（元プロ野球選手）
- 柳川洋平（元プロ野球選手）
- 水内猛（元プロサッカー選手）
- 比留川游（モデル）
- 廣瀬俊（漫画原作者）
- 廣瀬優（お笑い芸人）
- 本田清巳（ミュージシャン）
- 増田ユリヤ（ジャーナリスト）
- 宮澤夕貴（バスケットボール選手）
- 矢口真里（歌手、元モーニング娘。）
- 横山コウ（作家・長谷川伸実母）
- Rまにあ（お笑い芸人）